# أمبيجا سرينيفاسان

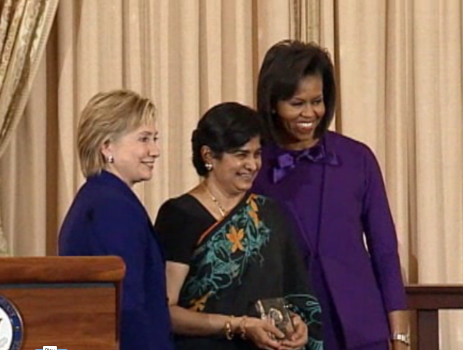
أمبيجا سرينيفاسان مع وزيرة الخارجية هيلاري كلينتون والسيدة الأولى ميشيل أوباما

أمبيجا سرينيفاسان (بالتاميلية: அம்பிகா சீனிவாசன்، رومنة: Ampikā cīṉivācaṉ)؛ من مواليد 1956) هي محامية ماليزية بارزة ومدافعة عن حقوق الإنسان وواحدة من ثمانية حاصلين على جائزة نساء الشجاعة الدولية في عام 2009.
كانت رئيسة مجلس نقابة المحامين الماليزيين من 2007 إلى 2009 والرئيسة المشاركة لـ بيرسيه، وهو ائتلاف من المنظمات غير الحكومية يدعو إلى انتخابات حرة ونزيهة.
اعتبارًا من عام 2015 أصبحت رئيسة حكم الجمعية الوطنية لحقوق الإنسان في ماليزيا.